# Hugo Stamm
Hugo Stamm (* 29. März 1949 in Schaffhausen) ist ein Schweizer Journalist beim Schweizer Newsportal watson.ch. Seit den Siebzigerjahren bis 2016 befasste er sich beim Zürcher Tages-Anzeiger mit neureligiösen Bewegungen, Sekten, Esoterik, Okkultismus und Scharlatanen. Er hat im deutschsprachigen Raum zahlreiche Vorträge zu diesen Themen gehalten und mehrere Sachbücher und zwei Romane verfasst.

## Leben
Hugo Stamm wuchs in Schaffhausen auf. Nach dem Lehrerseminar begann er ein Philosophiestudium in Zürich, das er abbrach. 1974 absolvierte er ein Redaktionsvolontariat beim Tages-Anzeiger, wo er 1975 Redaktor wurde. 1974 stellte er im Auftrag des Tages-Anzeigers erste Recherchen zum Verein zur Förderung der Psychologischen Menschenkenntnis (VPM), zu Scientology und anderen Gruppen an und befasste sich dabei besonders mit dem Thema Indoktrination. Mit Hinblick auf zahlreiche Reaktionen auf seinen Bericht recherchierte er weiter und veröffentlichte 1982 sein erstes Buch über Scientology.
Nach eigenen Aussagen erhielt Stamm in den Neunzigerjahren Morddrohungen und wurde niedergeschlagen. Wer dahintersteckte, konnte trotz Strafanzeigen nie herausgefunden werden. Er soll bereits Dutzende Straf- und Zivilklagen abgewehrt haben. Gegen den VPM kam es bei zwei Prozessen zu einem Vergleich.
Hugo Stamm hält sich mit Auskunft über seine eigene religiöse Überzeugung sehr zurück. Nach eigener Angabe kämpft er für die geistige Freiheit des Individuums und übt Kritik, wo er diese Freiheit auf irgendeine Weise eingeschränkt sieht.
2014 ging Hugo Stamm beim Tages-Anzeiger in Teilpension. Von 2006 bis 2016 führte er online den viel beachteten Sekten-Blog zu Glaubens- und Sektenfragen. Von da an erscheint sein Sekten-Blog wöchentlich jeweils samstags auf dem Schweizer Newsportal Watson.ch.
Stamm lebt in Zürich und hat zwei Kinder.

## Publikationen
- Scientology. Seele im Würgegriff. Übermenschen zwischen Ausbeutung und Psychoterror. Gegenverlag, Horgen 1982.
- VPM – die Seelenfalle. ‚Psychologische Menschenkenntnis‘ als Heilprogramm. Werd, Zürich 1993.
- Sekten – im Bann von Sucht und Macht. Ausstiegshilfen für Betroffene und Angehörige. Kreuz, Zürich 1995.
- Im Bann der Apokalypse. Endzeitvorstellungen in Kirchen, Sekten und Kulten. Pendo, Zürich 1998.
- Achtung Esoterik. Zwischen Spiritualität und Verführung. Pendo, Zürich 2000.
- Tod im Tempel. Roman, Pendo, Zürich 2003.
- Im Bann des Maya-Kalenders – Endzeithysterie in Sekten und Esoterik. Gütersloher Verlagshaus, 2012.
- Späte Erlösung. Tredition, 2020, ISBN 978-3-347-03048-0.

Als Mit-Autor:
- Das Paradies kann warten. Gruppierungen mit totalitärer Tendenz. Werd, Zürich 1992.
- Mission mit allen Mitteln. Der Scientology-Konzern auf Seelenfang. Rowohlt, Reinbek 1992.
- VPM – die Psychosekte. Rowohlt, Reinbek 1995.
- Lea Saskia Laasner: Allein gegen die Seelenfänger. Meine Kindheit in der Psycho-Sekte. Eichborn, Frankfurt am Main 2005, ISBN 3-8218-5619-X.
- Markus Zangger: Jürg Jegges dunkle Seite. Wörterseh, 2017, ISBN 978-3-03763-080-8.